# Hartha
Hartha es una ciudad situada en el distrito de Sajonia Central, en Sajonia, Alemania. Tiene una población estimada, a fines de mayo de 2023, de 6734 habitantes.

## Geografía
Desde la reforma administrativa que entró en vigor el 1 de agosto de 2008, la ciudad forma parte del distrito de Sajonia Central. Está situada en el centro del triángulo formado por las ciudades de Leipzig, Dresde y Chemnitz, a unos 50 km de distancia de cada una de ellas. Hartha desempeña el papel de subcentro para los alrededores.
En 2004 se constituyó el municipio de Gersdorf con sus distritos de Langenau, Kieselbach, Neudörfchen, Schönerstädt y Seifersdorf, con una superficie de aproximadamente 17.12 km². Por resolución del Ayuntamiento del 5 de mayo de 2011, las antiguas comunidades rurales de Richzenhain y Flemmingen, que se incorporaron a Hartha en 1905 y 1913, fueron declaradas distritos de Hartha.
La ciudad incluye, además, los distritos de Aschershain, Diedenhain, Lauschka, Nauhain, Neudörfchen, Saalbach, Steina, Wallbach y Wendishain.